# Loïc Gautier
Loïc Gautier (* 8. September 1954 in Le Hinglé) ist ein ehemaliger französischer Radrennfahrer und nationaler Meister im Radsport.

## Sportliche Laufbahn
Gautier war im Bahnradsport und im Straßenradsport aktiv. Er war Teilnehmer der Olympischen Sommerspiele 1976 in Montreal. Im Mannschaftszeitfahren kam Frankreich mit Claude Buchon, Loïc Gautier, Jean-Paul Maho und Jean-Michel Richeux auf den 20. Rang.
Auf der Straße gewann er die nationale Meisterschaft im Mannschaftszeitfahren 1976. 1977 siegte er in der Route de France mit einem Etappenerfolg und gewann das Rennen Triomphe breton. 
1978 wurde er Berufsfahrer im Radsportteam Fiat und blieb bis 1982 als Radprofi aktiv, konnte jedoch keine Erfolge verzeichnen.